# Autumn Kelly
Autumn Kelly, plus connue sous le nom d'Autumn Phillips par son mariage, née le 3 mai 1978 à Montréal au Québec, est l’ex-épouse de Peter Phillips, fils de la princesse royale Anne et du capitaine Mark Phillips, et petit-fils de la reine Élisabeth II et du prince Philip.

## Mariage, descendance et vie privée
En juin 2003, elle rencontre Peter Phillips, petit-fils de la reine Élisabeth II, lors du Grand Prix du Canada de Formule 1. 
Le 28 juillet 2007, le palais de Buckingham annonce les fiançailles de Peter Phillips avec Autumn Kelly. Le 17 mai 2008, Autumn (qui se convertit au rite anglican avant le mariage) épouse Peter Phillips en la chapelle Saint-Georges du château de Windsor.
Peter Phillips ne possède pas de titres royaux et le couple n’effectue pas d’engagements officiels pour la Couronne, mais le couple apparaît régulièrement aux côtés de la reine au balcon du palais de Buckingham, lors d’évènements importants tel que le défilé annuel du Trooping the Colour. 
Ils sont les parents de deux filles :
- Savannah Anne Kathleen Phillips, née le 29 décembre 2010[3].
- Isla Elizabeth Phillips, née le 29 mars 2012[4].

Savannah et Isla sont respectivement 19e et 20e dans l'ordre de succession au trône britannique. 
Le 10 février 2020, le couple annonce son divorce après douze ans de mariage. Leur divorce prend effet le 14 juin 2021.
En 2022, elle fréquente l’homme d’affaires Donal Mulryan, le fondateur de la compagnie de développement et de construction britannique Rockwell.